# Gaziantep
Gaziantep – miasto w południowej Turcji, ośrodek administracyjny prowincji Gaziantep. Około 2 069 tys. mieszkańców. Miasto znane z pistacji i robionej z nich baklawy.
Miasto położone jest przy linii kolejowej ze stacją Gaziantep prowadzącej do Mosulu w Iraku.
Miasto doznało wielkich strat w czasie trzęsienia ziemi o magnitudzie 7,8, które w poniedziałek nad ranem, 6 lutego 2023 r. nawiedziło południowo-wschodnią Turcję i północną Syrię. Zniszczeniu uległ także słynny zamek z VI w. n.e. zawaliło się 12 jego wież, zachowały się jedynie resztki muru obwodowego.

## Miasta partnerskie
Duisburg, Niemcy
 Florencja, Włochy
 Aleppo, Syria
 Kuwejt, Kuwejt
 Nijmegen, Holandia

## Ataki terrorystyczne
20 sierpnia 2016 roku w Gaziantepie doszło do zamachu w czasie uroczystości weselnych. W wyniku eksplozji zginęło 57 osób, a 66 zostało rannych. Zabawa odbywała się w społeczności kurdyjskiej. O zamach podejrzewane było tzw. Państwo Islamskie, które w przeszłości było oskarżane o liczne ataki terrorystyczne na Kurdów.  
16 października 2016 roku nastąpił kolejny atak terrorystyczny. Zginęło wtedy trzech policjantów, a osiem osób zostało rannych. Do wybuchu doszło w niedzielę podczas akcji policyjnej przeciw domniemanej grupie tzw. Państwa Islamskiego.

## Gospodarka
W mieście rozwinął się przemysł spożywczy, włókienniczy, cementowy oraz skórzany.